# Cold Fire

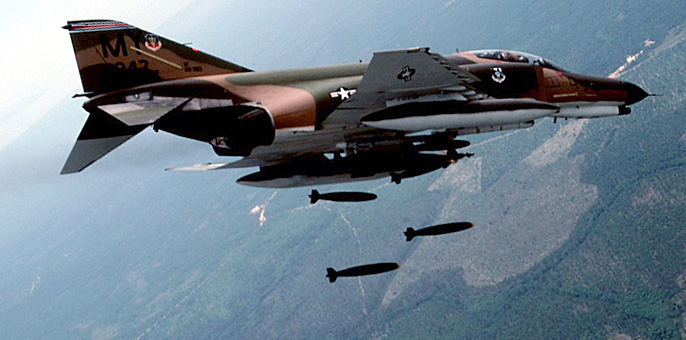
F-4 Phantom Jagdbomber als Rückgrat der NATO-Luftstreitkräfte

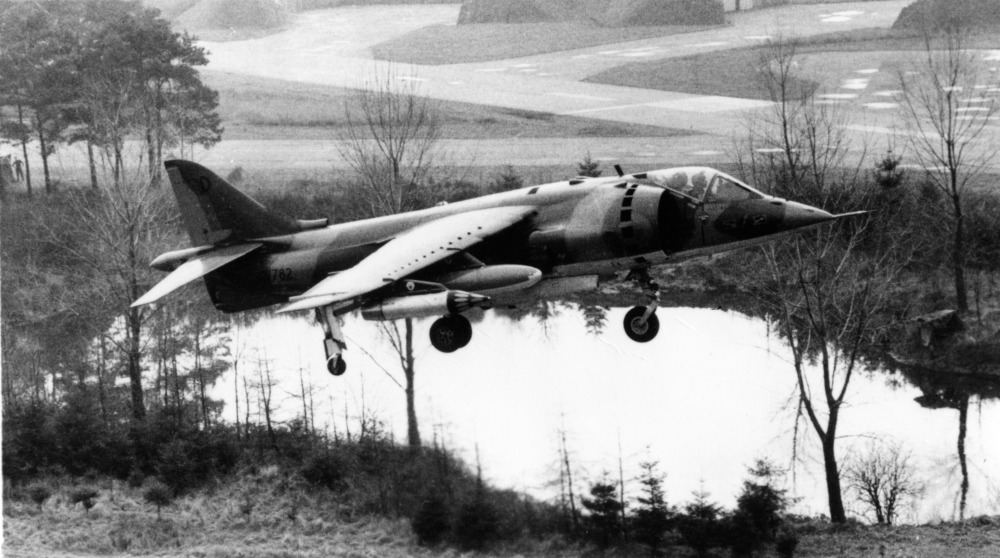
Aufstieg eines Hawker Siddeley Harrier Senkrechtstarters von einem Feldflugplatz

Cold Fire unter dem Oberkommando von CINCENT (Commander in Chief Allied Forces Central Europe) und Allied Air Forces Central Europe (AAFCE), war ein sich jährlich wiederholendes multinationales NATO-Luftwaffenmanöver, welches große Heeresmanöver zu Lande wie zum Beispiel die REFORGER-Übungen in Süddeutschland unterstützte. Auch andere Großübungen wie Spearpoint 84 gehörten dazu. Die jeweiligen Cold Fire-Manöver, die in der Regel im Herbst stattfanden, trugen die entsprechende Jahreszahl, so z. B. Cold Fire 82, Cold Fire 83, Cold Fire 84 etc.

## Ablauf
1975 wurde die  Cold Fire Luftwaffenübung durchgeführt, welche das Heeresmanöver Große Rochade 75 unterstützte. Hierbei war die Fourth Allied Tactical Air Force für CENTAG und die Second Allied Tactical Air Force für NORTHAG zuständig war. Die Übung Cold Fire mit Vor- und Nachlauf erstreckte sich in der Regel über drei Wochen und sollte möglichst realistische Gefechtssituationen simulieren. 1983 gehörte Cold Fire zum übergeordneten Rahmenmanöver Autumn Forge. Weiterhin lief Cold Fire parallel zu Harte Faust 1979, Constant Enforcer 79, Starke Wehr 82, Atlantic Lion 83, Confident Enterprise 83, Certain Fury 84, Trutzige Sachsen 1985 und Fränkischer Schild 86.
Die Luftwaffenübung Cold Fire war eine der Ersten, an dem unter anderem McDonnell F-4 Phantom Mehrzweckkampfflugzeuge eingebunden waren. Koordiniert wurde sie von der  BAOR und der Royal Air Force aus dem Joint Headquarters in Rheindahlen. Geübt wurde häufig die Abwehr eines Sättigungsangriffs des Warschauer Paktes aus der Luft über dem Fulda Gap in unterschiedlichen Szenarien. Dabei kämpften die eingesetzten Kampfflugzeuge häufig in der Nähe der Übungs-FEBA/VRV oder waren als Erdkampfflugzeuge direkt in der Luftnahunterstützung der Bodentruppen eingesetzt.
Normalerweise wurde nach einem Muster gegen den Uhrzeigersinn in das Übungsgebiet geflogen, wobei Kampfflugzeuge von sogenannten Clutch Fliegerhorsten starteten und von dort aus in das Tieffluggebiet 3 (Low Flying Area 3) in der Nähe der Innerdeutschen Grenze flogen. In nördlicher Richtung war es das Tieffluggebiet 1 (Low Flying Area 1). Dabei wurden häufig Harrier-Senkrechtstarter eingesetzt, die aus einer getarnten Zone um Gütersloh aufstiegen, um ihre Kampfaufträge auszuführen. Verteidigende Harrier-Senkrechtstarter konnten also aus einer geschützten Stellung vertikal vom Feld aufsteigen und unmittelbar ins Gefechtsgeschehen in der Luft eingreifen.
Ein Schwerpunkt lag bei Tiefflügen. Diese Kampfflüge waren für die Besatzungen, vor allem in den intensiven Aktivitätsphasen der Übungsmissionen teilweise belastend. Für den Flugverkehr in der Pufferzone galt die Air Policy, insbesondere in der Air Defense Interception Zone (ADIZ). Während des Manövers Starke Wehr 82 musste die Anzahl der Tiefflüge aufgrund von Bodennebel und schlechter Tiefflüge verringert werden.
Zeitgleich zu Cold Fire fanden auf Seiten des Warschauer Paktes häufig entsprechende Luftwaffenübungen statt, die von einer Provokation der NATO ausgingen. Die Übungsbefehle von Cold Fire 84 wurden von der NVA-Aufklärung ausspioniert.
Gegen Ende des Kalten Krieges wurde der Umfang der Cold Fire-Manöverserie reduziert. Noch im Jahr 1994 fand eine Cold Fire Übung statt, welche über den Ländern Deutschland, Belgien, Dänemark, Niederlande sowie über Teilen Nordostfrankreichs statt und wurde vom Hauptquartier der Alliierten Luftstreitkräfte Europa-Mitte, Allied Air Forces Central Europe (AAFCE), auf der Ramstein Air Base geleitet.